# Irn-Bru
Irn-Bru è una bevanda gasata analcolica scozzese, talvolta pubblicizzata come "l'altra bevanda nazionale scozzese" (Scotland's other national drink) dopo lo Scotch whisky. Viene prodotta nella zona industriale di Westfield, a Cumbernauld, Lanarkshire Settentrionale, da A.G. Barr di Glasgow, a partire dal trasferimento dello stabilimento originario di Parkhead avvenuto a metà degli anni novanta. La bevanda è prodotta anche in un secondo stabilimento a Mansfield. Introdotta nel 1901, la bevanda è prodotta a Cumbernauld, North Lanarkshire, dall'azienda A.G. Barr di Glasgow. Oltre ad essere venduta in tutto il Regno Unito, la Irn-Bru è disponibile in altre nazioni dove sono presenti comunità scozzesi significative.
Sebbene originariamente venduta come Iron Brew (Infuso di ferro),  A.G. Barr fu costretta a cambiare il nome della bevanda nel 1946 in seguito ad una modifica della legge che stabiliva che la descrizione dei prodotti doveva essere "letteralmente vera". Poiché la bevanda non conteneva molto ferro, né era un infuso, l'azienda mutò il nome nell'attuale Irn-Bru. Irn-Bru è stata per lungo tempo la bevanda analcolica più consumata in Scozia, battendo rivali come Coca-Cola, Pepsi e Fanta, e secondo quanto riferito, vende 20 lattine al secondo in tutta la Scozia. Irn-Bru è venduta in numerosi mercati internazionali di alimenti e bevande, inclusi paesi come Paesi Bassi, Spagna, Belgio, Malta, alcuni paesi del continente africano, Medio Oriente e Nord America.

## Composizione
La Irn-Bru è nota per il suo colore arancione brillante e il sapore unico. Nel 1999 conteneva lo 0,002% di citrato ferrico di ammonio, zucchero, 32 agenti aromatizzanti tra cui caffeina e chinino (ma non in Australia) e due coloranti controversi (Sunset Yellow FCF E110 e Ponceau 4R E124).

## Formati
Irn-Bru e altre marche della linea Barr, tra cui Pineappleade, Cream Soda, Tizer, Red Kola, Barr Cola e Limeade, sono ancora disponibili in bottiglie di vetro riutilizzabili da 750 ml. Le bottiglie vuote possono essere quindi restituite al produttore tramite qualsiasi posto di vendita e di solito possono essere riempite lasciando 30 pence.
Irn-Bru e Diet Irn-Bru sono disponibili nelle seguenti misure:

### Lattine
- formato da 150 ml
- formato da 330 ml
- formato da 500 ml

### Bottiglie

#### Plastica
- formato da 250 ml
- formato da 500 ml
- formato da 600 ml (in Russia)
- formato da 1 l
- formato da 1,25 l (in Australia, Nuova Zelanda, Russia, Scozia)
- formato da 2 l
- formato da 2,25 l (in Russia)
- formato da 2,5 l (in Scozia, detta "Big Bru")
- formato da 3 l

#### Vetro
- formato da 330 ml
- formato da 355 ml (12 once liquide) (in Canada)
- formato da 750 ml
- formato da 1,25 l (0,27 galloni imperiali) (in Australia, Nuova Zelanda, Russia, Scozia)
- formato da 2,5 l (in Scozia, detta "Big Bru")

### Vari
- in contenitori da sciroppi da 5 l

Nel maggio 2007, Irn-Bru ha progettato nuovamente le sue bottiglie e lattine.